# Unexpected Records
Unexpected Records is een Nederlands platenlabel dat in 2001 is opgericht in Amsterdam door componist/producer Perquisite, met als doel om zich te richten op het uitbrengen van Nu jazz, hiphop en Soul. De bestverkochte albums van het label zijn Mindstate en Mystery Repeats van Pete Philly & Perquisite, Lovestruck Puzzles van Kris Berry & Perquisite en High On You van Jeangu Macrooy.

## Artiesten
Het label heeft met de volgende artiesten een of meerdere releases uitgebracht, of samengewerkt:
- Pete Philly & Perquisite
- Jeangu Macrooy
- Kris Berry & Perquisite
- Benjamin Herman
- David Kweksilber
- Omar Rey
- The Proov
- Monsieur Dubois
- Arts the Beatdoctor
- SliderInc
- Renske Taminiau
- GMB